# Râul Talpoșu
Râul Talpoșu este un afluent al râului Tureacu, din județul Bistrița-Năsăud, România.